# Dialecten in de Denderstreek

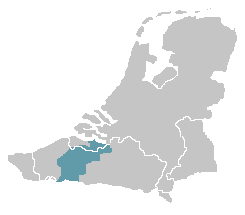
De Denderstreek ligt in het Zuid-Oosten van Oost-Vlaanderen

De dialecten van de Denderstreek zijn een taalvariant van de Nederfrankische taalgroep dat gesproken wordt in de Denderstreek, een geografisch en geschiedkundig overgangsgebied van Oost-Vlaanderen naar Vlaams-Brabant. Terwijl Noord West-Vlaanderen, Noord-west Oost-Vlaanderen en Zeeland een Ingveoonse (kusttaal) invloed hebben, kregen centraal, Oost en meer nog Zuid-Oost Oost-Vlaanderen een Istvaeoonse en Salisch-Frankische invloed. Bij de grote germaanse volksverhuizingen verplaatsten de verschillende stammen zich over verschillende parcours. Het Nederfrankisch ontstond van de 4e tot de 9e eeuw. Sinds de jaren 1500 ontwikkelde zich het Nieuwnederlands waarbij de dialecten in de Denderstreek sterk beïnvloed werden door de vele bezettingen en oorlogen van de Spanjaarden, de Fransen en de Oostenrijkers.

## Eigenschappen
De dialecten in deze streek zijn een onderdeel van het Zuid-Brabants en zijn verwant met het Pajots en het Asses. Hoewel de woordenschat in deze verschillende dialecten veel gelijkenissen vertonen, kunnen er vaak grote lokale verschillen zijn in de klanken of woorden, zelfs voor dorpen die aangrenzend zijn. Het Aalsters is een heel speciale versie.
Typisch voor de Denderstreek is de mouillering (niesklanken) waardoor bepaalde medeklinkers (b.v. l, ld, nd, ns, rd, rt, s, t) met een eind-j worden uitgesproken. De eind-en wordt vervangen door 'n. Ook valt t.o.v. van het Oost- en West-Vlaams de eind-e weg zoals in kerk en kat en worden de aa-klanken als oa uitgesproken. Tevens wordt de -ge-suffix weggelaten in werktn t.o.v. werktege. In tegenstelling tot Brabant gebruikt men i en u tegenover ie en uu (mis tegenover mies, en mus tegenover muus).
Na de jaren 1960 werd het Oost-Vlaams en het Brabants meer een tussentaal als gevolg van de vele socio-economische uitwisselingen, de tewerkstelling op grote afstanden, de betere opleiding van de bevolking, en de algemene verspreiding van (tele)communicatie en de media (opkomst van VTM).
Het zou de snelst gesproken taal in Vlaanderen zijn, mede door het groot aantal van (afge)korte woorden en het samentrekken (inslikken) van lettergrepen.

## Geografisch gebied
Vlaanderen heeft de volgende (hoofd)dialecten (van west naar oost):
- West-Vlaams
- Oost-Vlaams
- Brabants (Antwerpen, Vlaams-Brabant, Brussels, Leuvens)
- Limburgs

Het taalkundig gebied van de Denderstreek omvat Lede, Aalst, Erpe-Mere, Denderleeuw en Ninove. Taalkundig liggen de dialecten van de Denderstreek tussen het Oost-Vlaams en het Zuid-Brabants. De dialecten uit de Denderstreek hebben een Oost-Vlaamse oorsprong met een heel sterke Brabantse beïnvloeding. Het Oost-Vlaams heeft na de 16e eeuw veel invloed ondervonden van het Brabants vanwege het dominante Hertogdom Brabant. Het gebied Aalst - Ninove - Asse werd daardoor sterk beïnvloed. Hoe breder de Dender wordt, hoe minder de invloed en hoe groter het verschil in dialect tussen de linker- en de rechteroever (natuurlijke barrière).